# 腹水草
腹水草（学名：Veronicastrum stenostachyum ssp. plukenetii）为玄参科腹水草属下的一个亚种。

## 扩展阅读
- 維基物種上的相關：腹水草